# Руєн (община)
Руєн (болг. Община Руен) — община у Болгарії. Входить до складу Бургаської області. Населення становить 28 834 особи (станом на 1 лютого 2011 р.). Адміністративний центр громади — однойменне село.